# Homosexualität in Bolivien

Geografische Lage von Bolivien

Homosexualität wird in Bolivien nicht strafrechtlich verfolgt. Im Zuge einer zunehmenden gesellschaftlichen Anerkennung ist ein Schutz vor Diskriminierung entstanden, gleichgeschlechtliche Partnerschaften können seit 2020 eingetragen werden.

## Legalität
Homosexuelle Handlungen sind in Bolivien legal.
In die neue Verfassung von Februar 2009 wurde der Schutz der sexuellen Orientierung aufgenommen. Im Jahr 2010 verabschiedete das bolivianische Parlament ein Gesetz gegen Rassismus und jede Form der Diskriminierung, das auch den Schutz der sexuellen Orientierung erfasst: Ley 045 Contra el Racismo y Toda Forma de Discriminación.
Das Schutzalter in Bolivien beträgt unabhängig von Geschlecht und sexueller Orientierung 14 Jahre. Sexuelle Handlungen mit Personen ab 12 Jahren sind legal, wenn der Altersunterschied weniger als drei Jahre beträgt und weder Drohungen noch Gewalt angewendet werden.

## Anerkennung gleichgeschlechtlicher Paare
Seit 2020 können gleichgeschlechtliche Paare eine eingetragene Partnerschaft schließen. Gleichgeschlechtliche Ehen sind unzulässig.
Bereits 2011 existierte ein Gesetzentwurf zur Zulassung einer eingetragenen Partnerschaft in Bolivien, der jedoch noch nicht zur Abstimmung gestellt wurde. Der Menschenrechtskommission des bolivianischen Abgeordnetenhauses (Comisión de Derechos Humanos de la Cámara de Diputados boliviana) wurde am 17. April 2012 ein Gesetzentwurf vorgelegt, mit der Vorgabe, innerhalb von 25 Tagen die Konsultationen abzuschließen. Gegen den Gesetzentwurf bezogen die Bischöfe von Bolivien Stellung, da er „eine ernste Bedrohung für die Familie“ darstelle. Trotz Opposition der katholischen Kirche sind zwei juristische Projekte mit dem Ziel homosexuelle Lebenspartnerschaften zu legalisieren entwickelt worden, die dem Nationalkongress (Asamblea Legislativa Plurinacional) am 28. Juni 2012 als Projekte für ein Gesetz vorgelegt wurden. Eine Abstimmung in erster Lesung fand am Ende der Legislaturperiode im Oktober 2014 statt. 

## Gesellschaftliche Situation
Umfragewerte bezüglich einer Ehe Homosexueller im Jahr 2012 zeigen, dass 61 % der 417 Befragten dagegen sind, im Vergleich zu 32 %, die sie unterstützen und 7 % die sich dazu nicht äußerten. 29 % gaben an, dass sie eine Ehe Homosexueller für „unmoralisch“ halten.
Eine homosexuelle Szene gibt es vorwiegend in La Paz. Das gesellschaftliche Leben homosexueller Menschen ist aber nicht mit den Nachbarländern Brasilien oder Argentinien vergleichbar, die auf eine wesentlich umfangreichere Community zurückgreifen können.
Zwischen 2009 und 2011 wurden sieben Homosexuellen-Morde in Bolivien begangen, die sich sämtlich im Prostituierten-Milieu ereigneten. In den Jahren 2011 und 2012 gab es weitere Morde an Transvestiten, die wie alle anderen unaufgeklärt blieben. Im März 2012 wurde ein Mann, gekleidet wie eine Cholita, von einem Mob von rund 400 Personen gelyncht, nach Angaben des Chefs der Mordkommission nur weil er ein Transvestit oder Transgender war.